# Saints-Martyrs-Canadiens
Saints-Martyrs-Canadiens es un municipio parroquial canadiense situado en la provincia de Quebec.

## Superficie
Saints-Martyrs-Canadiens tiene una superficie de 111,4 km².

## Demografía
En 2021, tenía 277 habitantes, una densidad poblacional de 2,5 hab./km², y 269 viviendas.